# Umkhanyakude
Umkhanyakude (officieel Umkhanyakude District Municipality) is een district in Zuid-Afrika.
Umkhanyakude ligt in de provincie KwaZoeloe-Natal en telt 625.846 inwoners.

## Gemeenten in het district[4]
- Hlabisa
- Jozini
- Mtubatuba
- Big Five False Bay
- Umhlabuyalingana